# Exaxxion
Exaxxion (Untertitel The Cannon God) ist ein Sciencefiction-Mecha-Manga von dem  Zeichner Kenichi Sonoda. Die Erstausgabe erschien 1998 in Japan.

## Handlung
Exaxxion schildert die Invasion einer mächtigen außerirdischen Rasse. Schauplatz der Handlung ist Japan. Hauptfigur der Geschichte ist Hoichi Kano, ein typischer japanischer Schuljunge.
Bereits seit zehn Jahren leben die Faldianer, interstellare Besucher, friedlich mit den Menschen auf der Erde. Doch der Frieden ist trügerisch, die Außerirdischen streben von Anfang an nach der Macht über die Erde. Durch ein raffiniertes Täuschungsmanöver können die Faldianer einen unbesiegbaren Kampfroboter auf die Erde transportieren. Dieser arbeitet mit geheimen Technologien, z. B. mit Antigravitation. Die Faldianer übernehmen die Gewalt und erklären die Menschen zu ihren Sklaven. Sie installieren eine skrupellose Kolonial-Herrschaft, der sich keiner in den Weg stellen kann, ohne zu sterben.
Hoichis Großvater, der genial-verrückte Wissenschaftler Hosuke Kano, hat schon lange vor den Faldianern gewarnt. Jetzt will er die Invasoren von der Erde vertreiben. Er hat bei seinen Forschungen, eher zufällig, die geheimen Techniken der Faldianer entdeckt – und er verfügt über einen gigantischen Roboter: Die sogenannte XXX-Einheit, die mit Antimaterie und Antigravitation arbeitet. In der Tradition japanischer Mecha-Serien benötigt die XXX-Einheit einen menschlichen Piloten. Der Wissenschaftler will, dass sein Enkel diesen Job übernimmt.
Nach der Machtergreifung der Faldianer wird Hoichi in seine neue Aufgabe als Mecha-Pilot eingewiesen. Zur Unterstützung erhält er noch einen besonderen Kampfanzug sowie eine großzügig proportionierte Androidin namens Isaka. Isaka tritt meistens als Schulmädchen auf, doch durch Transformation kann sie auch jede andere Gestalt annehmen.
Die Faldianer sind entsetzt, dass auf der Erde jemand über ihre Techniken verfügt. Sie setzen alle Mittel ein, um die XXX-Einheit in ihren Besitz zu bringen – oder notfalls zu zerstören. Es entbrennt ein verlustreicher Krieg, der erst in den Weiten des Weltraums entschieden wird.

## Veröffentlichungen
Der Manga wurde von August 1997 bis Mai 2004 im Magazin Afternoon des Verlags Kodansha in Japan veröffentlicht. Die Einzelkapitel erschienen auch in sieben Sammelbänden.
In den USA erschien Exaxxion als fünfbändige Ausgabe bei Dark Horse Comics. Die französische Ausgabe erschien bei Glénat, die polnische bei Egmont Polska.
Die deutsche Version erschien von 2002 bis 2005 bei Egmont Manga & Anime als Taschenbuch in insgesamt sieben Bänden. Die japanische Leserichtung wurde nicht beibehalten, die Seiten sind nach westlicher Orientierung gespiegelt.

## Auszeichnungen
Der Manga war 2005 für den Seiun-Preis nominiert.